# Automeris complicata
Automeris complicata é uma espécie de mariposa do gênero Automeris, da família Saturniidae.
Sua ocorrência foi registrada na Venezuela.